# Jakub Mareczko
Jakub Mareczko (Jarosław, 30 aprile 1994) è un ciclista su strada italiano, che corre per il team Mazowsze Serce Polski, ha caratteristiche di velocista, ed è professionista dal 2015.

## Carriera

### 2011-2014: le vittorie tra Juniores e Under-23
Nato in Polonia ma trasferitosi in Italia, a Raffa di Puegnago del Garda, all'età di quattro anni, coglie dieci vittorie nel biennio 2011-2012 tra gli Juniores con il team Aspiratori Otelli di Sarezzo, tre al primo anno e sette al secondo, mettendo in evidenza doti di velocista.
Debutta tra gli Under-23 nel 2013 con il team Viris Maserati di Vigevano, ottenendo tre vittorie. Nel 2014 risulta invece essere il ciclista italiano Under-23 più vincente grazie alle tredici vittorie in stagione, comprese quelle alla Vicenza-Bionde e al Circuito del Porto-Trofeo Internazionale Arvedi, quest'ultima valida per il circuito continentale Europe Tour. Nello stesso anno, in luglio, firma il suo primo contratto tra i professionisti con la squadra Professional Continental Neri Sottoli-Alè, poi diventata Southeast, valido a partire dal gennaio 2015.

### 2015-2018: i successi con Southeast/Wilier
Nel 2015, al primo anno tra i professionisti, ottiene due vittorie parziali alla Vuelta al Táchira nella terza e quarta tappa, e due alla Vuelta a Venezuela. Tra ottobre e novembre in Cina si aggiudica una frazione al Tour of Hainan e soprattutto sette tappe su nove e la graduatoria finale del Tour of Taihu Lake. Grazie ai tredici successi risulta il professionista italiano più vittorioso della stagione.
Nel gennaio 2016 vince la settima e conclusiva tappa del Tour de San Luis, battendo in volata il connazionale Elia Viviani. Si aggiudica poi una frazione al Tour de Langkawi, una alla Settimana Internazionale di Coppi e Bartali, due al Presidential Cycling Tour of Turkey, la quinta e l'ottava tappa, e tre al Tour of Qinghai Lake. Il 13 ottobre si classifica terzo nella prova in linea Under-23 ai campionati del mondo di Doha, battuto allo sprint dal norvegese Kristoffer Halvorsen e dal tedesco Pascal Ackermann. Conclude la stagione ad inizio novembre, aggiudicandosi il Tour of Yancheng Costal Wetlands e tre tappe al Tour of Taihu Lake.
Nel 2017, dopo aver vinto in febbraio la terza e la settima tappa al Tour de Langkawi e in aprile una frazione al Tour de Bretagne, e oltre ad aver racimolato altri numerosi piazzamenti, disputa il Giro d'Italia: alla seconda partecipazione alla Corsa Rosa, si piazza secondo alle spalle del colombiano Fernando Gaviria sia nella volata di Messina della quinta tappa sia in quella di Reggio Emilia della tredicesima, non ripartendo il giorno seguente. Quarto il 18 giugno nella quarta tappa del Giro di Slovenia, non ottiene risultati di rilievo fino a ottobre, quando al Tour of Taihu Lake si aggiudica cinque tappe, facendo sua per la seconda volta in carriera anche la classifica finale della corsa. Termina la terza annata da professionista a fine mese vincendo altre cinque tappe al Tour of Hainan, risultando, in virtù dei quattordici successi, il ciclista più vittorioso in stagione, a pari merito con il tedesco Marcel Kittel e il colombiano Fernando Gaviria.
Nel 2018, ancora in maglia Wilier-Selle Italia, mette a referto tredici vittorie stagionali: due tappe, oltre alla classifica a punti, allo Sharjah Tour, ben sei tappe su dieci al Tour du Maroc (facendo sua anche la classifica a punti della corsa), una frazione al Tour of China II, tre al Tour of Taihu Lake e una al Tour of Hainan. Durante l'anno partecipa anche al Giro d'Italia, piazzandosi secondo nella tappa di Tel Aviv alle spalle di Elia Viviani.

## Palmarès
- 2011 (Juniores)[3]

Trofeo Pierino Persico
Gran Premio MAP - Memorial Sciola
Trofeo Pedale 3Tre
- 2012 (Juniores)[4]

Targa Vetreria Cornelli
Trofeo OLM
Giro del Lodigiano
Trofeo Sportivi Madignanesi
Trofeo Impresa Edile Righetti Prosperino
Gran Premio Sportivi Visanesi
Trofeo Polisportiva Camignone
- 2013 (Viris Vigevano-G.S. Luigi Maserati)[29]

Trofeo Stefano Fumagalli
Medaglia d'Oro Nino Ronco
Coppa d'Inverno
- 2014 (Viris-Maserati-Sisal Matchpoint)[30]

Coppa Città di Melzo
Trofeo Antonietto Rancilio
Vicenza-Bionde
Trofeo Gino Visentini
Circuito del Porto-Trofeo Internazionale Arvedi
Trofeo Città di Castelfidardo
3ª tappa Giro Ciclistico Pesca e Nettarina di Romagna Igp (Sassoleone > Faenza)
Medaglia d'Oro Città di Monza
Gran Premio di San Luigi
Gran Premio Fiera del Riso
Trofeo Lampre
Gran Premio Ciclistico di Sannazzaro de' Burgondi
Trofeo Comune di Acquanegra sul Chiese
- 2015 (Southeast Pro Cycling Team, tredici vittorie)

3ª tappa Vuelta al Táchira (Socopó > Guanare)
4ª tappa Vuelta al Táchira (Guanare > Barinas)
2ª tappa Vuelta a Venezuela (La Asunción > La Asunción)
9ª tappa Vuelta a Venezuela (Cagua > Altagracia de Orituco)
6ª tappa Tour of Hainan (Qiongzhong > Sanya)
1ª tappa Tour of Taihu Lake (Wuxi Binhu > Wuxi Binhu)
2ª tappa Tour of Taihu Lake (Nantong > Haimen)
3ª tappa Tour of Taihu Lake (Haimen > Haimen)
6ª tappa Tour of Taihu Lake (Yixing Yangxian > Yixing Yangxian)
7ª tappa Tour of Taihu Lake (Huzhou > Changxing)
8ª tappa Tour of Taihu Lake (Haining > Yanguan)
9ª tappa Tour of Taihu Lake (Wujiang > Wujiang)
Classifica generale Tour of Taihu Lake
- 2016 (Southeast-Venezuela/Wilier Triestina-Southeast, dodici vittorie)

7ª tappa Tour de San Luis (San Luis > San Luis)
6ª tappa Tour de Langkawi (Putrajaya > Rembau)
3ª tappa Settimana Internazionale di Coppi e Bartali (Calderara di Reno > Calderara di Reno)
5ª tappa Presidential Cycling Tour of Turkey (Alanya > Kemer)
8ª tappa Presidential Cycling Tour of Turkey (Marmaris > Selçuk)
2ª tappa Tour of Qinghai Lake (Xining > Datong)
11ª tappa Tour of Qinghai Lake (Yinchuan > Yinchuan)
13ª tappa Tour of Qinghai Lake (Baiyin > Baiyin)
Tour of Yancheng Coastal Wetlands
1ª tappa Tour of Taihu Lake (Wuxi > Wuxi)
2ª tappa Tour of Taihu Lake (Changxing > Huzhou)
6ª tappa Tour of Taihu Lake (Yancheng > Mingdu)
- 2017 (Wilier Triestina-Selle Italia, quattordici vittorie)

3ª tappa Tour de Langkawi (Serdang > Pantai Remis)
7ª tappa Tour de Langkawi (Malacca > Rembau)
3ª tappa Tour de Bretagne (Saint-Pol-de-Léon > Scaër)
2ª tappa Tour of Taihu Lake (Wujin > Wujin)
3ª tappa Tour of Taihu Lake (Huzhou > Changxing)
4ª tappa Tour of Taihu Lake (Wujiang > Wujiang)
6ª tappa Tour of Taihu Lake (Jiangyan > Jiangyan)
7ª tappa Tour of Taihu Lake (Jurong > Maoshan)
Classifica generale Tour of Taihu Lake
2ª tappa Tour of Hainan (Wanning Xinglong > Haikou)
3ª tappa Tour of Hainan (Haikou > Chengmai)
4ª tappa Tour of Hainan (Chengmai > Danzhou)
5ª tappa Tour of Hainan (Danzhou > Changjiang)
6ª tappa Tour of Hainan (Changjiang > Sanya)
- 2018 (Wilier Triestina-Selle Italia, tredici vittorie)

2ª tappa Sharjah Tour (Al Batayeh > Al Malaiha)
4ª tappa Sharjah Tour (Sharja > Sharja)
1ª tappa Tour du Maroc (Rabat > Meknès)
3ª tappa Tour du Maroc (Béni Mellal > Marrakech)
5ª tappa Tour du Maroc (Ouarzazate > Zagora)
7ª tappa Tour du Maroc (Taroudant > Agadir)
9ª tappa Tour du Maroc (Safi > El Jadida)
10ª tappa Tour du Maroc (El Jadida > Casablanca)
5ª tappa Tour of China II (Anshun > Anshun)
3ª tappa Tour of Taihu Lake (Jinhu > Jinhu)
5ª tappa Tour of Taihu Lake (Nantong > Haimen)
7ª tappa Tour of Taihu Lake (Wuxing > Changxing)
1ª tappa Tour of Hainan (Danzhou > Danzhou)
- 2020 (CCC Team, tre vittorie)

2ª tappa Tour de Hongrie (Debrecen > Hajdúszoboszló)
3ª tappa Tour de Hongrie (Karcag > Nyíregyháza)
4ª tappa Tour de Hongrie (Sárospatak > Kazincbarcika)
- 2021 (Vini Zabù, due vittorie)

Umag Trophy
1ª tappa, 1ª semitappa Settimana Internazionale di Coppi e Bartali (Gatteo > Gatteo)
- 2022 (Alpecin-Fenix, tre vittorie)

4ª tappa Tour of Antalya (Antalya > Antalya)
3ª tappa Ster ZLM Toer (Heythuysen > Buchten)
4ª tappa Tour de Langkawi (Sabak Bernam > Meru Raya)
- 2023 (Alpecin-Deceuninck, due vittorie)

5ª tappa Tour de Bretagne (Sérent > Louisfert)
2ª tappa Ster ZLM Toer (Schijndel > Buchten)
- 2024 (Corratec Vini Fantini, tre vittorie)

Circuito del Porto-Trofeo Internazionale Arvedi
1ª tappa, 2ª semitappa International Tour of Hellas (Salonicco > Paralia Katerinis)
1ª tappa Tour of Hainan (Qionghai > Qionghai)
- 2025 (Mazowsze Serce Polski, una vittoria)

4ª tappa Tour of Mersin (Mersina > Mersina)

### Altri successi
- 2015 (Southeast Pro Cycling Team)

Classifica giovani Tour of Taihu Lake
Classifica a punti Tour of Taihu Lake
- 2016 (Southeast-Venezuela/Wilier Triestina-Southeast)

Classifica a punti Tour of Taihu Lake
- 2017 (Wilier Triestina-Selle Italia)

Classifica giovani Tour of Taihu Lake
Classifica a punti Tour of Taihu Lake
Classifica a punti Tour of Hainan
- 2018 (Wilier Triestina-Selle Italia)

Classifica a punti Sharjah Tour
Classifica a punti Tour du Maroc
- 2020 (CCC Team)

Classifica a punti Giro d'Ungheria
- 2022 (Alpecin-Fenix)

Classifica a punti Tour of Antalya

## Piazzamenti

### Grandi Giri
- Giro d'Italia

2016: ritirato (5ª tappa)
2017: non partito (14ª tappa)
2018: ritirato (9ª tappa)
2019: fuori tempo massimo (12ª tappa)
2022: ritirato (4ª tappa)
- Vuelta a España

2020: ritirato (11ª tappa)

### Classiche monumento
- Milano-Sanremo

2016: 179º
2017: 163º
2018: 160º
- Giro di Lombardia

2021: ritirato

### Competizioni mondiali
- Campionati del mondo

Doha 2016 - In linea Under-23: 3º

### Competizioni europee
- Campionati europei

Nyon 2014 - In linea Under-23: ritirato